# Lee Harper
Lee Charles Philip Harper (ur. 30 października 1971 w Chelsea w Londynie) – angielski piłkarz występujący na pozycji bramkarza.

## Kariera
Urodzony w Chelsea w Londynie, Harper rozpoczął swą karierę w Sittingbourne, by później trafić z tego klubu do Arsenalu w 1994. Był trzecim bramkarzem zespołu, zaś jego konkurentami byli Vince Bartram i David Seaman. Ze względu na swą niską pozycję w hierarchii w ciągu swego pobytu na Highbury wystąpił tylko w jednym spotkaniu pierwszego zespołu. Stało się to 15 marca 1997 w wygranym 2–0 spotkaniu Premier League z Southampton. Latem 1997 przeszedł do Queens Park Rangers i w ciągu czterech sezonów rozegrał 118 spotkań ligowych. W 2001 trafił do Walsall, które wtedy spadło właśnie do Second Division, lecz w pierwszym składzie rozegrał tylko 3 mecze. Do Northampton Town przeszedł w 2002 i od razu został pierwszym bramkarzem zespołu, dzięki czemu do 2006 rozegrał 150 spotkań ligowych.
Przed sezonem 2006-07 został wypożyczony do Milton Keynes Dons. Jego udane występy spowodowały, iż klub zdecydował się w styczniu 2007 wykupić go na stałe. Po czterech miesiącach został zwolniony z kontraktu. W sierpniu 2007 podpisał umowę z Kettering Town.